# كيفن هاولي
كيفن هاولي (بالإنجليزية: Kevin Hawley)‏ هو لاعب كرة قدم بريطاني في مركز الدفاع، ولد في 30 يوليو 1980 في أنغويلا في المملكة المتحدة. شارك مع منتخب أنغويلا لكرة القدم.

## وصلات خارجية
- كيفن هاولي على موقع قاعدة بيانات كرة القدم.إي يو (الإنجليزية)
- كيفن هاولي على موقع ناشيونال فوتبول تيمز (الإنجليزية)
- كيفن هاولي على موقع Soccerway.com (الإنجليزية)